# Ignacy Schwarzbart
Ignacy Izaak Schwarzbart (w bibliogr. także: Schwartzbart, Szwarcbart, imiona w bibliogr. ang. i hebr.: Ignac Itzchak, ur. 13 listopada 1888 w Chrzanowie, zm. 26 kwietnia 1961 w Nowym Jorku) – działacz syjonistyczny, adwokat, poseł na Sejm V kadencji, członek Rady Narodowej RP na uchodźstwie.

## Życiorys
Urodził się w żydowskiej rodzinie w Chrzanowie. Ojciec był właścicielem karczmy, matka zajmowała się domem i prowadziła działalność charytatywną. Uczęszczał do polskiego gimnazjum w Podgórzu (matura 1908), a następnie studiował prawo na Uniwersytecie Jagiellońskim. Uzyskał tytuł doktora, po czym praktykował jako adwokat w Krakowie. W roku 1911 wybrany został przewodniczącym akademickiej syjonistycznej organizacji Haszachar. Podczas I wojny światowej był oficerem austriackim i sędzią w sądach wojskowych, po wojnie nie przyjęto go w szeregi wojska polskiego ze względu na pochodzenie.
Uczestniczył w powoływaniu żydowskiej rady narodowej w Krakowie. W latach 1921–1924 był redaktorem naczelnym Nowego Dziennika, wydawanego w Krakowie przez społeczność żydowską i radnym miasta Krakowa. Współpracował z redakcjami pism Chwila (we Lwowie) i Moment (w Warszawie). Opowiadał się za porozumieniem ludności żydowskiej z każdą polską władzą. Zasiadł w radzie administracyjnej Światowego Kongresu Żydów. W latach 30. XX wieku był prezesem Organizacji Syjonistycznej Małopolski Zachodniej i Śląska. W roku 1938 został wybrany posłem na Sejm RP, należał do Koła Żydowskiego. Mimo popierania utworzenia żydowskiego państwa dążył też do poprawy sytuacji Żydów w Polsce, rozumiejąc, że znaczna ich część nie będzie chciała wyemigrować.
Wkrótce po wybuchu II wojny światowej ewakuował się do Rumunii. Generał Składkowski zapisał 16 września 1939, w przeddzień ewakuacji Prezydenta i rządu RP do Rumunii w obliczu sowieckiej inwazji: wkrótce po wyjeździe wojewody Raczkiewicza wysyłam w świat adwokata z Krakowa, posła Schwarzbarta, by wśród Żydów zagranicznych poruszył sprawę zaatakowania nas przez Hitlera i niebezpieczeństwa grożącego między innymi Żydom polskim oraz potrzebę natychmiastowej pomocy. Przyrzeka pracować za granicą dla wspólnej sprawy ze wszystkich sił.
Od 1940 do 1945 roku Schwarzbart należał do Rady Narodowej Rzeczypospolitej Polskiej na obczyźnie (najpierw we Francji, następnie w Anglii) jako reprezentant ludności żydowskiej. Usiłował organizować pomoc dla Żydów prześladowanych pod okupacją niemiecką. Po wojnie, w 1946 roku wyjechał do USA i zaangażował się w działalność międzynarodowych organizacji żydowskich.
W instytucie Jad Waszem znajduje się kolekcja około 300 teczek związanych z działalnością Schwarzbarta.